# Bilca
Bilca (deutsch Bilka, ukrainisch Білка Bilka) ist eine Gemeinde im Kreis Suceava in der rumänischen Region Bukowina.

## Lage

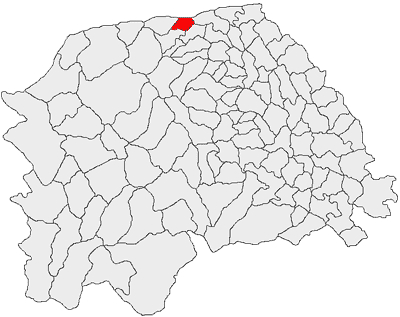
Lage der Gemeinde Bilca im Kreis Suceava

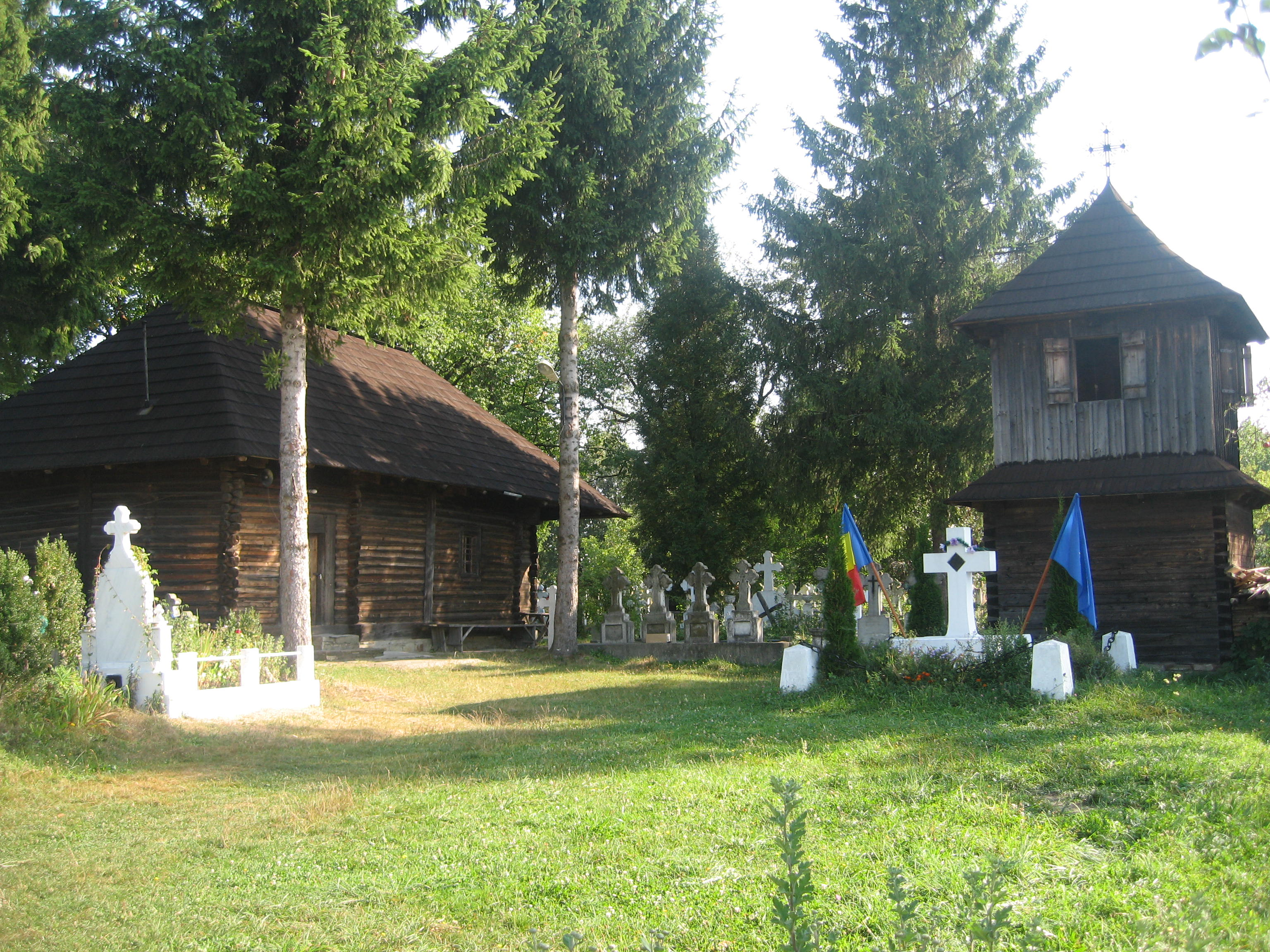
Die Holzkirche von Bilca

Die Gemeinde Bilca liegt am linken Ufer des Flusses Suceava, nicht weit vom Osthang der Karpaten entfernt und etwa auf halber Strecke zwischen Rădăuți und Putna.
Die Gemeinde liegt im nördlichen Teil des Kreises Suceava, 8 km von Vicovu de Sus und 20 km von Rădăuți entfernt, an der Kreisstraße DJ 178C. Es grenzt im Osten an Frătăuții Noi, im Norden an die Ukraine, im Westen an Vicovu de Sus und im Süden an Vicovu de Jos, von dem es durch den Fluss Suceava getrennt ist.

## Geschichte
Die älteste Erwähnung des Ortes Bilca ist in einer Schenkungsurkunde vom 23. Mai 1436 zu finden, in der die Nachkommen von Alexandru cel Bun, Ilieş und Ștefan, dem Bojaren Stan Babici und seinen Brüdern das Dorf Jicovu de Sus schenkten. Stan Babici verkaufte das Dorf an das Klosters Putna. Das Kloster verwaltete in den nächsten 300 Jahren eine große Domäne von Moldova-Sulița bis Frătăuții Vechi, einschließlich des Gebietes, auf dem sich Bilca heute befindet.
Im 18. Jahrhundert gehörte Bilca neben den Dörfern Voitinel und Gălănești sowohl kirchlich als auch administrativ zur Gemeinde Vicovu de Jos. 1808 wurde diese Zusammenlegung aufgehoben. Seit 1810 sind offizielle Dokumente aus Bilca bekannt.
1818 wurde die Holzkirche von Vicovu de Jos nach Bilca gebracht, die sich noch heute auf dem Dorffriedhof befindet.

## Bevölkerung
Bei der Volkszählung von 2011 lebten in Bilca 3583 Einwohner. Die Mehrheit der Einwohner waren Rumänen (97,32 %), mit einer Minderheit der Roma (1,48 %). Für 1,2 % der Bevölkerung ist die ethnische Zugehörigkeit nicht bekannt. 2021 wurden in Bilca 3930 Menschen registriert, unter denen waren 14 Roma und 35 waren Ukrainer.

## Verkehr
Bilca hat keinen Eisenbahnanschluss. Der nächstgelegene Bahnhof befindet sich in Vicovu de Jos, an der Bahnstrecke Rădăuți–Brodina. Es bestehen Busverbindungen nach Suceava und Rădăuți.

## Sehenswürdigkeiten
Die Holzkirche Adormirea Maicii Domnului ist ein orthodoxes Kirchengebäude, das 1743–1744 im Dorf Vicovu de Jos (Unterwikow) erbaut, 1818 abgebaut und in Bilca wieder aufgebaut wurde. Die Kirche befindet sich auf dem Dorffriedhof und zeichnet sich besonders durch die Technik der Konstruktion in runden Balken aus, die charakteristisch für profane Bauten sind.
Die Holzkirche wurde 2015 auf Platz 202 mit dem Klassifikationscode LMI SV-II-m-B-05495 in die Liste der historischen Denkmäler des Kreises Suceava aufgenommen.

## Persönlichkeiten
- George Tofan (1880–1920), österreichisch-ungarischer Schriftsteller und Journalist[8]
- Traian Brăileanu (1882–1947), rumänischer Politiker[9]
- Vasile Mucea (1933–2011), Violinist und Sänger rumänischer Volksmusik